# Arvicola italicus
Arvicola italicus (щур італійський) — вид мишоподібних гризунів з родини хом'якових.

## Таксономічні примітки
Відокремлено від A. amphibius.

## Поширення
Італія, Швейцарія.